# Mehmet Güleryüz
Mehmet Güleryüz (Estambul, 1938) es un pintor y dramaturgo turco.

## Biografía
Tras su paso por la educación primaria y secundaria, su formación se completó en Saint Benoit, alta escuela francesa. En 1958 accedió a la Universidad Mimar Sinan de Bellas Artes de Estambul y pasó el examen práctico de habilidades. Tras estudiar en la sección de la escuela de arte durante cuatro años, completó estudios en 1966. Durante este período, trabajó en el teatro en distintos papeles, y actuó profesionalmente en 1963, en una obra dirigida por Asaf Çiğiltepe, "Arena Theatre".
Tras una larga etapa en París, regresó a Estambul en 1975, cuando ya trabajaba con la litografía y había realizado sus primeras esculturas. En Estambul acudió a la Academia durante cinco años.

## Premios
- 1990 Fundación de Educación y Cultura de Estambul, Artista del Año
- 1995 Nokta Magazine, Achievers Premio de Artes Plástica
- 2000-2001 Artista del Año 2000-2001, Ankara Institución Arte
- 2003 Premio de Honor, Universidad Beykent
- 2007 Festival Internacional de Artes Plásticas - Mahres - Premio de Honor Túnez
- 2007 Premio Mejor Artista, Golden Tulip Bellas Artes Award

## Exposiciones recientes
- 2015: Museo de Arte Contemporáneo, Estambul (Istanbul Modern Art Museum).[2]
- 2009: Exposición Retrospectiva, "50 Aniversario Retrospectiva", está Sanat Centro Cultural Cibeles Galería de Arte, Estambul.
- 2008: "Recepción", Galería X-IST, Estambul.
- 2007: "No existe", Yapi Kredi Kazim Tashkent galería de arte, Estambul.
- 2007: "Imposible resistirse", Centro Güzelyali Arte, Estambul.
- 2006: "Comic", Galería X-IST, Estambul
- 2005: Tevfik antigua galería de arte, Estambul
- 2004: "El hombre - Soldado?", Diyarbakir Art Center, Estambul
- 2003: "Cuarenta años de diseño", retrospectiva, Yapi Kredi Kazim Tashkent, galería de arte, Estambul.
- 2003: Nurol Art Gallery, Ankara.
- 2002: Dirimart, Kemer País, Estambul.
- 2001: Galería del artista, Estambul.
- 2000: Teşvikiye Art Gallery, Estambul.

....
- 1963: Galería de la Ciudad, Estambul

### Bienales
- 1965 V Bienal de Jóvenes Artistas en París (Francia).
- 1966 V Bienal de Teherán. Teherán (Irán).
- 1987 Bienal Internacional de Alejandría (Egipto)
- 1987 Mimar Sinan Bañera, Primera Bienal Internacional de Estambul.
- 1989 II Bienal Internacional de Estambul.
- 2004 I Bienal Internacional de Dibujo, Pilsen, República Checa
- 2005 II Beijing International Bienell, "La exposición IAA"

## Teatro
- 1960 Academia de Teatro "Muchacha urbana"
- 1960 Zahn A-Z "10 Personas en el sol"
- 1961 Academia de Teatro "?"
- 1963 Arena Theatre "Ubu Rey"
- 1963 Arena Theatre "Arslan Soldado Schweiker"
- 1963 Arena Theatre "Keller de los demás"
- 1963 Arena Theatre "Lost Letter"
- 1998-2001 Istanbul Estado Theater "Viejo payaso busca por una pequeña empresa"

## Museos que albergan su obra
- İstanbul Devlet Resim ve Heykel Müzesi
- Ankara Devlet Resim ve Heykel Müzesi
- İstanbul Modern Sanat Müzesi
- Sakıp Sabancı Koleksiyonu
- Merkez Bankası Çağdaş Türk Resmi Koleksiyonu
- Fransa Kültür Bakanlığı Koleksiyonu
- T.C. Kültür Bakanlığı Koleksiyonu
- Eczacıbaşı Koleksiyonu
- New York Üniversitesi Koleksiyonu
- Karl Hermann Klock Koleksiyonu, Duisbourg

## Cine/Televisión
- 1996 “La salida”. TV.
- 1997 “El sitio” (“Kuşatma”)
- 1997 “Un cuento oriental” (“Bir Doğu Masalı”)
- 2003 “Crude”
- 2007 “La niebla y la noche” (“Sis ve Gece”)